# Axolotl
Axolotl (latin Ambystoma mexicanum) er en vandlevende halepadde der lever i Mexico.
Axolotl har et specielt udseende og en speciel egenskab nemlig, at den altid er i larvestadiet. Den undergår ikke metamorfosen til voksenstadiet; dette forhold kaldes neoteni.
Filologerne diskuterer om navnet axolotl, som kommer fra aztekernes sprog nahuatl, stammer fra atl som betyder vand og xolotl som betyder hund, eller navnet er afledt af navnet på aztekernes dødsgud Xolotl, som ifølge myterne antager en amfibisk form for at undgå eksil. Andre påstår at axolotl betyder vandets tjener.

## Udseende og størrelse
Når en axolotl når alderen 18–24 måneder er dens længde 15–45 cm, dens typiske længde er omkring 23 cm og længder større end 30 cm er sjældne. Axolotler har distinkte "bregne-lignende" gællestrukturer som ikke er tildækkede, sådan som gæller er det i fisk og haletudser. Axolotlernes gæller har sædvanligvis 3 "gællegrene" på hver side af hovedet. Axolotler ånder også gennem huden og har lunger. I farver rækker axolotler lige fra albino (pigmentløs) eller hvid til sort, grålig, brunlig. Vilde axolotler er sjældent hvide.

## Udbredelse
Axolotler lever i Xochimilco-søen og Chalco-søen i det centrale Mexico, de lever også i "axalapascos" (vulkanske kratere fyldt med vand, en. maare). Den vilde population er truet pga. Mexico Citys øgede udbredelse. Axolotler bliver også solgt som mad på Mexicanske markeder og blev tidligere spist af aztekerne.

## Levevis
Axolotlerne lever hele deres liv i vandet og er kødædende og spiser i naturen små orme, insekter og fisk. I fangenskab fodres de med ørred og lakse piller, frosne eller levende orme. Bøfhjerte bliver fejlagtigt anbefalet, men er ikke et godt valg, da dyrene ikke fordøjer pattedyrsproteiner særligt godt. Små unger kan fodres med dafnier eller saltsøkrebs indtil de er store nok til andet foder. Axolotler lugter sig frem til deres mad og vil sluge alt formodet mad. Bl.a. derfor bør axolotler ikke leve sammen med andre (mindre) dyr inkl. axolotler. De skal heller ikke leve sammen med fisk, da fiskene spiser axolotlernes gæller og lemmer mens de sover, hvilket kan give dem infektioner.
Axolotler lever ved temperaturer på 14–20 °C, helst 17–18 °C. Lavere temperaturer sænker deres stofskifte. Højere temperaturer kan lede til stress og forøget appetit. I naturen (Xochimilco) er vandtemperaturen sjældent over 20 °C, selv om den kan falde til 6 eller 7 °C om vinteren og måske lavere. Postevand er i nogle egne tilsat klor. Det skal i givet fald fjernes, før vandet kan anvendes til axolotler.
Axolotler er meget nært beslægtet med tigersalamandere (Ambystoma tigrinum). Nogle axolotler kan undergå metamorfose, selvom det er sjældent de gør det, og de skal som regel behandles med jod eller injiceres med hormonet thyroxin for at undergå en fuld transformation. På grund af tabet af evnen til at producere dette hormon lever de hele deres liv som larve. Selve det, at de undergår metamorfose (kunstigt eller naturligt) gør at de max. lever 5 år. Som larve kan de leve væsentligt længere (10–15 år) og en i Paris har levet i 25 år.
Axolotler bliver kønsmodne i larvestadiet og er lette at opdrætte, især i forhold til andre salamandre.

## Axolotlers regenerationsevne
Axolotler anvendes inden for forskning, og der bliver opdrættet mange i fangenskab. Axolotler har en særlig egenskab: de heler ikke deres skader med sårdannelse som andre dyr gør, men har en exceptionel mulighed for at regenerere sig selv. De kan i løbet af måneder regenerere deres lemmer, gæller og i særlige tilfælde mere vitale dele. Nogle har endda regenereret mindre vitale dele af deres hjerne. De kan også modtage transplantationer fra andre individer, inkl. øjne og dele af hjernen, og disse organer bliver fuldt integreret i axolotlen. Men hvis axolotlen har undergået metamorfosen til voksen, er dens regenerationsevne stærkt mindsket.

## Vilem Laufberger's Eksperiment
Vilem Laufberger udførte et berømt eksperiment i Tyskland vedrørende axolotlen. Ved at anvende hormoninjektioner, fik han en axolotl til at metamorfere fra larvestadie til voksenstadie med et udseende man aldrig havde set før. Eksperimentet blev gentaget af englænderen Julian Huxley, som ikke vidste at eksperimentet tidligere havde været udført.